# Женская сборная Италии по баскетболу 3×3
Женская сборная Италии по баскетболу 3×3 представляет Италию на международных соревнованиях по баскетболу 3×3. Управляющим органом является Федерация баскетбола Италии.
По состоянию на 6 сентября 2024, женская сборная Италии по баскетболу 3×3 занимает 9-е место в мировом рейтинге ФИБА женских сборных по баскетболу 3×3.

## Результаты выступлений
| Турнир                             | Золото | Серебро | Бронза | Всего |
| ---------------------------------- | ------ | ------- | ------ | ----- |
| Олимпийские игры                   | —      | —       | —      | —     |
| Чемпионат мира по баскетболу 3×3   | 1      | 0       | 0      | 1     |
| Чемпионат Европы по баскетболу 3x3 | —      | —       | —      | —     |
| Европейские игры                   | —      | —       | —      | —     |
| Средиземноморские игры             | 0      | 0       | 1      | 1     |
| Итого                              | 1      | 0       | 1      | 2     |

### Летние Олимпийские игры
| Год        | Место          | Игры           | Победы         | Поражения      | Состав команды                                                |
| ---------- | -------------- | -------------- | -------------- | -------------- | ------------------------------------------------------------- |
| Токио 2020 | 6              | 8              | 2              | 6              | Кьяра Консолини, Рэйлин Д’Али, Марчелла Филиппи, Джулия Рулли |
| 2024       | не участвовали | не участвовали | не участвовали | не участвовали | не участвовали                                                |

### Чемпионат мира по баскетболу 3x3
| Год            | Место          | Игры           | Победы         | Поражения      | Состав команды                                                          |
| -------------- | -------------- | -------------- | -------------- | -------------- | ----------------------------------------------------------------------- |
| 2012           | не участвовали | не участвовали | не участвовали | не участвовали | не участвовали                                                          |
| Москва 2014    | 20             | 5              | 1              | 4              | Valentina Baldelli, Марчелла Филиппи, Sara Canova, Elisa Ercoli         |
| Гуанчжоу 2016  | 9              | 4              | 3              | 1              | Марчелла Филиппи, Alice Quarta, Federica Tognalini, Alessandra Visconti |
| Нант 2017      | 5              | 5              | 4              | 1              | Рэйлин Д’Али, Марчелла Филиппи, Alice Richter, Federica Tognalini       |
| Bocaue 2018    | 1              | 7              | 6              | 1              | Giulia Ciavarella, Рэйлин Д’Али, Марчелла Филиппи, Джулия Рулли         |
| Амстердам 2019 | 8              | 5              | 3              | 2              | Giulia Ciavarella, Рэйлин Д’Али, Марчелла Филиппи, Джулия Рулли         |
| 2022           | не участвовали | не участвовали | не участвовали | не участвовали | не участвовали                                                          |
| Вена 2023      | 12             | 5              | 2              | 3              | Кьяра Консолини, Рэйлин Д’Али, Beatrice Del Pero, Sara Madera           |

### Чемпионат Европы по баскетболу 3x3
| Год            | Место          | Игры           | Победы         | Поражения      | Состав команды                                                          |
| -------------- | -------------- | -------------- | -------------- | -------------- | ----------------------------------------------------------------------- |
| 2014           | не участвовали | не участвовали | не участвовали | не участвовали | не участвовали                                                          |
| Бухарест 2016  | 9              | 2              | 0              | 2              | Марчелла Филиппи, Alice Quarta, Federica Tognalini, Alessandra Visconti |
| Амстердам 2017 | 5              | 3              | 2              | 1              | Beatrice Barberis, Рэйлин Д’Али, Марчелла Филиппи, Federica Tognalini   |
| Бухарест 2018  | 4              | 5              | 2              | 3              | Giulia Ciavarella, Рэйлин Д’Али, Марчелла Филиппи, Arianna Zampieri     |
| Дебрецен 2019  | 11             | 2              | 0              | 2              | Рэйлин Д’Али, Марчелла Филиппи, Джулия Рулли, Arianna Zampieri          |
| 2021—2022      | не участвовали | не участвовали | не участвовали | не участвовали | не участвовали                                                          |
| Иерусалим 2023 | 5              | 3              | 2              | 1              | Debora Carangelo, Рэйлин Д’Али, Sara Madera, Laura Spreafico            |
| Вена 2024      | 10             | 2              | 0              | 2              | Chiara Consolini, Maria Miccoli, Laura Spreafico, Stefania Trimboli     |

### Европейские игры
| Год        | Место          | Игры           | Победы         | Поражения      | Состав команды                                                       |
| ---------- | -------------- | -------------- | -------------- | -------------- | -------------------------------------------------------------------- |
| 2015       | не участвовали | не участвовали | не участвовали | не участвовали | не участвовали                                                       |
| Минск 2019 | 13             | 3              | 0              | 3              | Paola Contu, Flavia De Cassan, Arianna Landi, Francesca Romana Russo |
| 2023       | не участвовали | не участвовали | не участвовали | не участвовали | не участвовали                                                       |

### Средиземноморские игры
| Год            | Место | Игры | Победы | Поражения | Состав команды                                                          |
| -------------- | ----- | ---- | ------ | --------- | ----------------------------------------------------------------------- |
| Таррагона 2018 | 7     | 5    | 5      | 0         | Alissia Cabrini, Arianna Landi, Elisa Policari, Rachele Porcu           |
| Оран 2022      | 3     | 6    | 4      | 2         | Giulia Bongiorno, Beatrice Del Pero, Sara Madera, Giovanna Elena Smorto |